# Монастырь и костёл сакраменток (Львов)
Костёл и монасты́рь сакраме́нток — ансамбль культовых сооружений во Львове (Украина). Расположен на ул. Тершаковцев (бывшая Марченко), 9. В 1990-е годы собор был передан УГКЦ и носит название Храм Святой Троицы.

## История
Костёл сакраменток был построен в 1718 году в фахверковой конструкции. В 1744—1780-е годы его отстроили в камне. Костёл и монастырь находились среди большого монастырского сада, обнесённого стеной. В 1880 или в 1881 году костёл перестроили по проекту архитектора А.Минасевича; эта капитальная перестройка придала костёлу австро-баварский вид.
Костёл сакраменток со стороны главного фасада выглядит как огромный цоколь высокой башни, поставленной по оси здания. Это подчёркивалось отсутствием портала, вход в костёл был из примыкавшего к нему монастырского корпуса. На углах главного фасада размещены маленькие башенки, скрывающие боковые нефы. Боковые фасады костёла более строгие и лапидарные, расчленены ионическими пилястрами с гирляндами. Основной декоративный мотив этих фасадов — окна в форме эллипсов, украшенные лепниной.

## Галерея

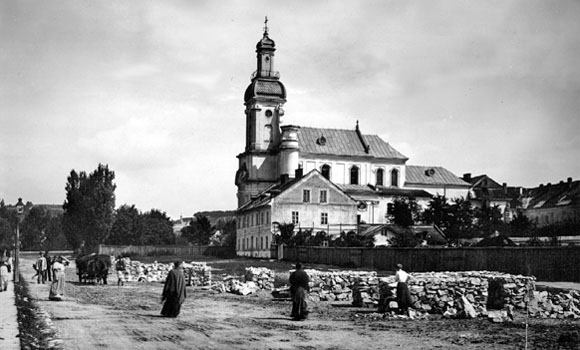
Монастирь и костёл сакраменток (нач. XX ст.)
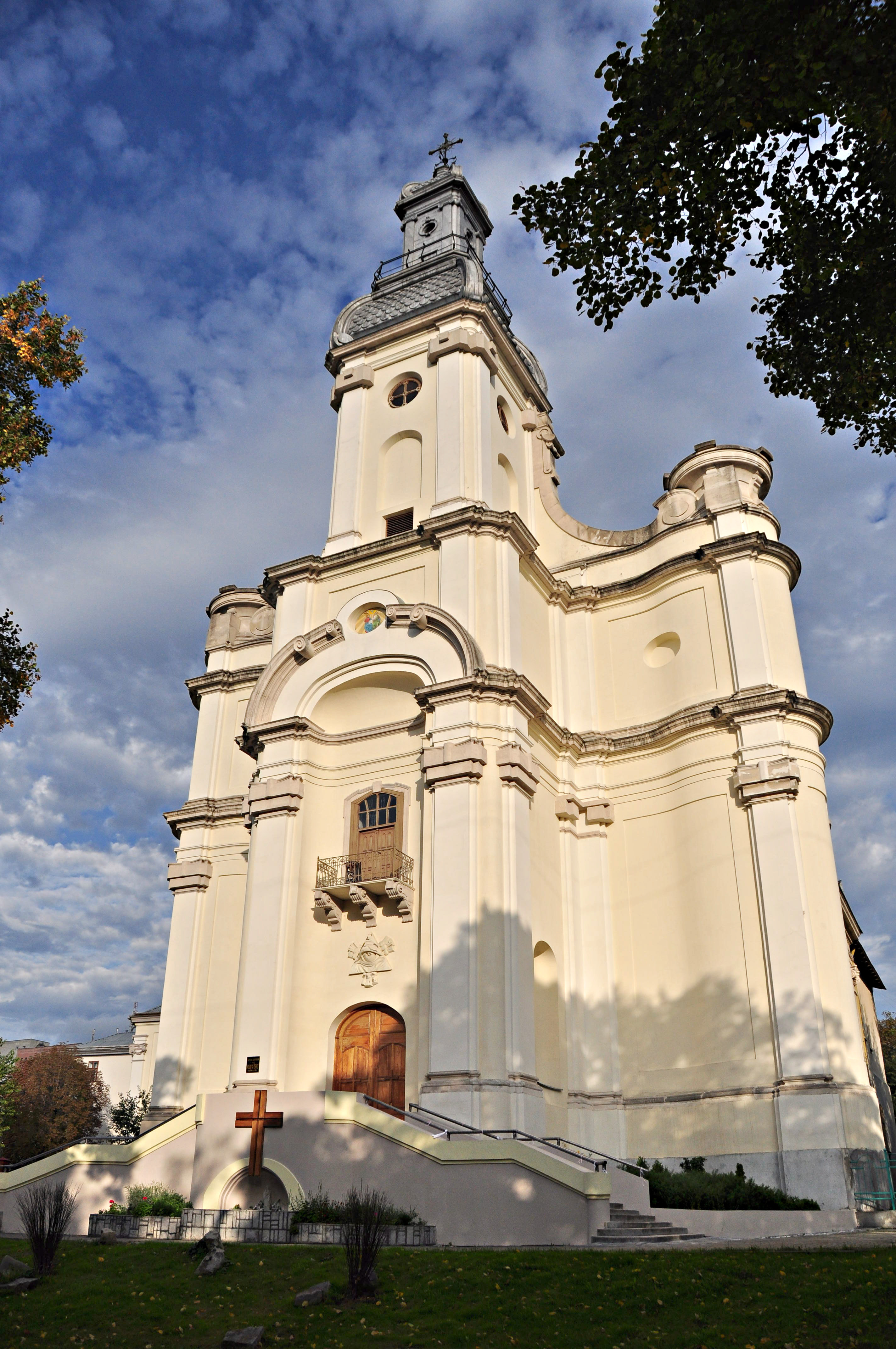
Главный фасад костёла
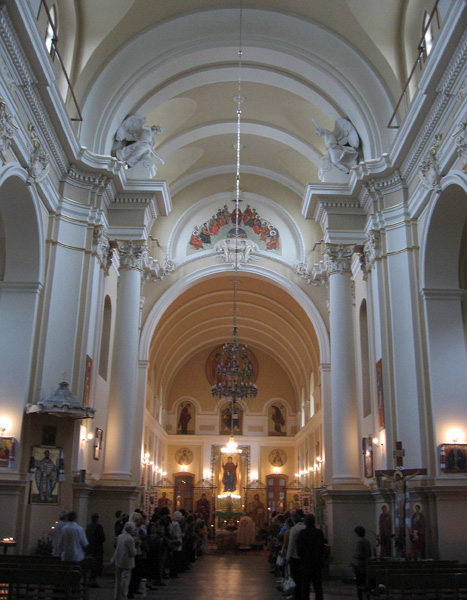
Интерьер костёла
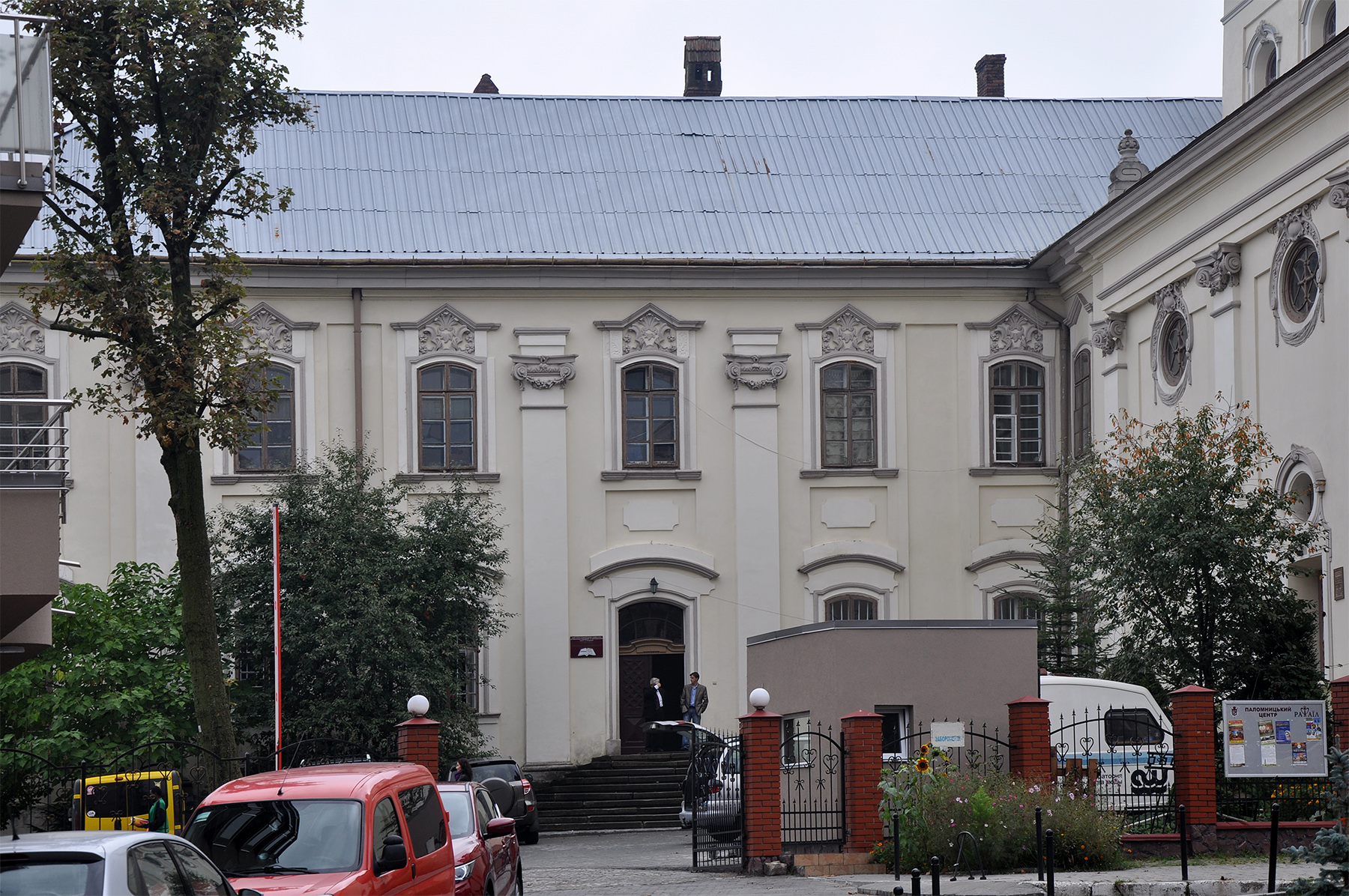
Здание бывшего монастыря